# Episodi di Hawaii Squadra Cinque Zero (dodicesima stagione)
La dodicesima ed ultima stagione della serie televisiva Hawaii Squadra Cinque Zero venne trasmessa in prima visione negli Stati Uniti da CBS dal 4 ottobre 1979 al 4 aprile 1980.
| nº  | Titolo originale                | Titolo italiano             | Prima TV USA     | Prima TV Italia |
| --- | ------------------------------- | --------------------------- | ---------------- | --------------- |
| 1   | A Lion in the Streets (Part. 1) | Un leone sulle strade P.1   | 4 ottobre 1979   |                 |
| 1.2 | A Lion in the Streets (Part. 2) | Un leone sulle strade P.2   | 4 ottobre 1979   |                 |
| 2   | Who Says Cops Don't Cry?        | Anche i poliziotti piangono | 11 ottobre 1979  |                 |
| 3   | Though the Heavens Fall         | Il vendicatore              | 18 ottobre 1979  |                 |
| 4   | Sign of the Ram                 | Nel segno dell'ariete       | 25 ottobre 1979  |                 |
| 5   | Good Help Is Hard to Find       | La beffa                    | 1º novembre 1979 |                 |
| 6   | Image of Fear                   | Ritratto della paura        | 8 novembre 1979  |                 |
| 7   | Use a Gun, Go to Hell           | Spara! Va all'inferno       | 29 novembre 1979 |                 |
| 8   | Voice of Terror                 | La voce del terrore         | 4 dicembre 1979  |                 |
| 9   | A Shallow Grave                 | Una tomba poco profonda     | 11 dicembre 1979 |                 |
| 10  | The Kahuna                      | La maledizione              | 18 dicembre 1979 |                 |
| 11  | Labyrinth                       | Il labirinto                | 25 dicembre 1979 |                 |
| 12  | School for Assassins            | Scuola per assassini        | 1º gennaio 1980  |                 |
| 13  | For Old Times Sake              | In nome dei vecchi tempi    | 8 gennaio 1980   |                 |
| 14  | The Golden Noose                | Il cappio d'oro             | 15 gennaio 1980  |                 |
| 15  | The Flight of the Jewels        | Il volo dei gioielli        | 1º marzo 1980    |                 |
| 16  | Clash of Shadows                | Ombre del passato           | 8 marzo 1980     |                 |
| 17  | A Bird in Hand...               | Foto pericolose             | 22 marzo 1980    |                 |
| 18  | The Moroville Covenant          | Il patto di Moroville       | 29 marzo 1980    |                 |
| 19  | Woe to Wo Fat                   | Guai per Wo Fat             | 4 aprile 1980    |                 |